# Фукренвил
Фукренвил (фр. Foucrainville) насеље је и општина у северној Француској у региону Горња Нормандија, у департману Ер која припада префектури Евре.
По подацима из 2011. године у општини је живело 90 становника, а густина насељености је износила 17,11 становника/km². Општина се простире на површини од 5,26 km². Налази се на средњој надморској висини од 143 метара (максималној 149 m, а минималној 139 m).

## Демографија
| 1962. | 1968. | 1975. | 1982. | 1990. | 1999. | 2011. |
| ----- | ----- | ----- | ----- | ----- | ----- | ----- |
| 55    | 56    | 51    | 47    | 67    | 67    | 90    |

График промене броја становника у току последњих година